# Bernardino de Ceballos
Bernardino de Ceballos (o Zavallos, Cevallos, Caballos etc.) fue gobernador de Nuevo México entre 1614 y 1618, cuando era una provincia de Nueva España.

## Precedentes
El gobernador anterior a Ceballos, Pedro de Peralta, había sido arrestado el 12 de agosto de 1613 por fray Isidro Ordóñez, el fraile franciscano que gobernaba la iglesia en Nuevo México. Peralta fue encarcelado en la misión de Nuestra Señora de los Dolores, en Sandia. Su carcelero era fray Esteban de Perea, que obedecía aun estando en desacuerdo con Ordóñez. Este asumió todo el poder civil y religioso en Nuevo México hasta la llegada de Ceballos. Peralta no pudo marchar hasta noviembre de 1614, después de que Ordóñez y el nuevo gobernador le requisaran la mayor parte de sus bienes.

## Gobernador de Nuevo México
Don Bernardino de Ceballos fue almirante en Acapulco, y mantuvo su título cuando fue nombrado gobernador de Nuevo México, el 5 de agosto de 1613, por el virrey de Nueva España, Diego Fernández de Córdoba (marqués de Guadalcázar). Viajó a Nuevo México con una expedición de apoyo en la primavera de 1614. En la caravana iba un carro llevado por once mulas y escoltado por quince soldados. Ceballos llegó a Santa Fe en mayo de 1614. Inicialmente trató de mantener buenas relaciones con la iglesia local, pero al cabo de un año eran patentes las diferencias con Ordóñez sobre el trato que debían recibir los indios pueblo. Llegó un momento en que el mismo Ceballos fue excomulgado y obligado a hacer pública penitencia. Finalmente Ordóñez retornó con la caravana de apoyo en la primavera de 1617. El mandato de Ceballos terminó el 21 de diciembre de 1618, cuando llegó su sucesor Juan de Eulate. Las disputas entre los frailes y la administración secular se enconaron hasta el punto de que en 1620 intervino el mismo Rey, que optó por apoyar a sus gobernadores.